# Biserica de lemn din Preluci

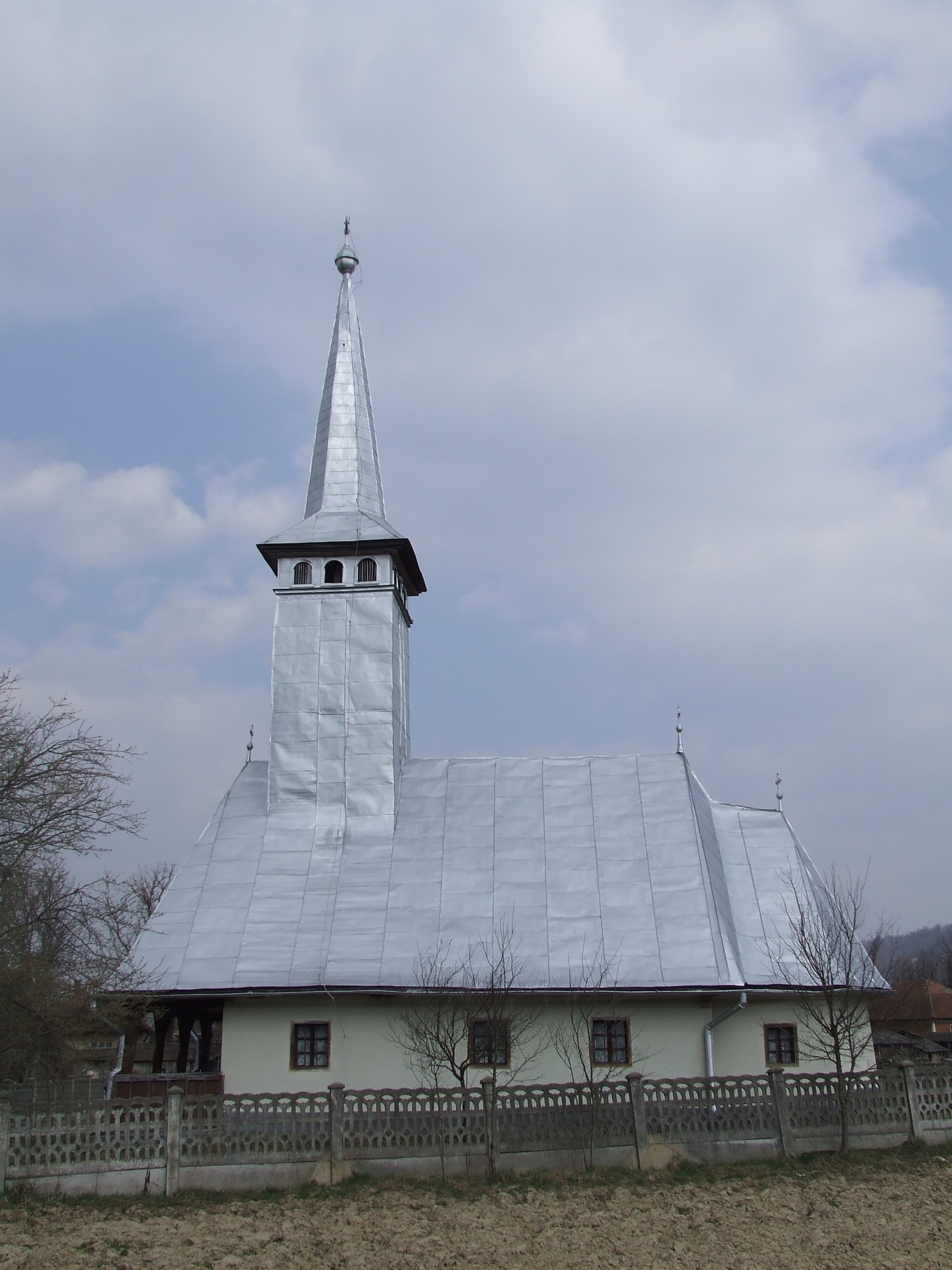
Biserica de lemn din Preluci

Biserica de lemn din Preluci se află în localitatea omonimă din județul Sălaj și datează probabil din anul 1875. Biserica nu este cuprinsă pe lista monumentelor istorice.